# Província de Skikda
La província o wilaya de Skikda (àrab: ولاية السكيكدة, wilāyat as-Skīkda) és una província o wilaya d'Algèria constituïda per 13 daires i 38 comunes.
Ciutats i pobles:
- Skikda (capital)
- Tamalous
- Azzaba
- El Harouch
- Collo